# István Tóth (futbolista)
István Tóth-Potya (28 de julio de 1891 - 6 de febrero de 1945) fue un futbolista aficionado húngaro que jugaba como delantero.
Fue miembro del equipo olímpico húngaro en los Juegos Olímpicos de verano de 1912. Fue jugador de reserva no utilizado durante los partidos y no jugó ningún partido en el torneo de fútbol de 1912. 
Con la selección de Hungría jugó 19 partidos y marcó 8 goles. Más tarde tuvo una carrera como entrenador, alternando períodos dirigiendo equipos en Hungría e Italia.

## Muerte
Al regresar de Italia y servir como oficial de reserva en el ejército húngaro, durante la Segunda Guerra Mundial se convirtió en miembro de la resistencia antifascista húngara tras la invasión de Hungría por Alemania, en asociación con su excompañero de equipo Geza Kertesz  ayudando a varios cientos de personas a escapar. de la custodia y muerte nazis.  Él y Kertesz fueron arrestados por la Gestapo alemana a finales de 1944 y ejecutados en febrero de 1945 en Budapest por los aliados húngaros de Hitler, los secuaces del Partido de la Cruz Flechada de Szálasi. 
Su cuerpo y el de Kertesz fueron enterrados nuevamente después de la guerra en abril de 1946 en el cementerio de Kerepesi, Budapest.